# Schirnding
Schirnding är en köping (Markt) i Landkreis Wunsiedel im Fichtelgebirge i Regierungsbezirk Oberfranken i förbundslandet Bayern i Tyskland.
Köpingen ingår i kommunalförbundet Schirnding tillsammans med staden Hohenberg an der Eger.